# Arisan Maru
L'Arisan Maru était un cargo construit en 1944 pendant la Seconde Guerre mondiale et était l'un des hell ships utilisés par la marine japonaise. Le navire, nommé d'après une montagne de Formose, était initialement utilisé comme transport de troupes. Le navire a ensuite été modifié pour être utilisé pour le transport de prisonniers de guerre (PG) des Philippines vers la Mandchourie, la Chine ou le Japon. Le 24 octobre 1944, le navire est torpillé par le sous-marin américain USS Shark (SS-314) (en) et coulé. Sur les 1.781 prisonniers de guerre à bord, tous ont échappé au navire en perdition mais n'ont pas été secourus par les Japonais. En fin de compte, seuls neuf des prisonniers ont survécu au naufrage.

## Historique
Arisan Maru a été construit par Mitsui dans leur chantier naval de Tamano, au Japon. Le cargo a été achevé le 22 juin 1944 et appartenait à Mitsui Senpaku.
Le navire a d'abord été affecté au transport de 6.000 soldats de l'armée du Kwantung de Pusan, en Corée, à Okinawa. Le navire a ensuite reçu l'ordre de transporter des prisonniers de guerre. Trois niveaux de couchettes ont été installés, séparés par 0,91 mètre. Le 11 octobre 1944, Arisan Maru a embarqué 1 782 prisonniers de guerre alliés à Manille, un mélange de militaires et de détenus civils. Le personnel allié détenu était évacué des Philippines et, en raison des raids aériens alliés, il a été rapidement chargé sur le navire, avec plus de personnes placées dans une seule cale que ce qui pouvait raisonnablement être logé. Chaque prisonnier de guerre a reçu huit bidons d'huile de cinq gallons pour ses déchets, qui ont rapidement débordé en raison d'un certain nombre d'hommes atteints de dysenterie. Les prisonniers de guerre ont souffert de conditions insalubres, d'une chaleur extrême dans la cale et d'un manque d'eau.
Arisan Maru a ensuite quitté Manille et a navigué vers le sud jusqu'à la côte ouest de Palawan. Pendant ce temps, une tentative d'évasion a entraîné la mort d'un prisonnier de guerre et quatre autres prisonniers de guerre sont morts de maladie. Là, le long de la côte de Palawan, Arisan Maru a attendu plusieurs jours pendant que les raids aériens alliés frappaient Manille. Puis, le 20 octobre, le cargo est retourné à Manille.
Le 21 octobre, Arisan Maru quitte Manille pour la dernière fois, rejoignant le convoi MATA-30 en direction de Kaohsiung. Le convoi était composé de 13 navires marchands, de trois destroyers d'escorte et d'un ravitailleur de la flotte. L'Arisan Maru était l'un des navires les plus lents du convoi, capable de faire pas plus de 7 nœuds (13 km/h). Le 23 octobre, les destroyers commencèrent à capter les signaux des sous-marins américains. À environ 200 milles marins (370 km) à l'ouest du cap Bojeador, Luzon, le convoi a reçu l'ordre de se séparer en raison du grand nombre et de naviguer à la vitesse la plus rapide possible pour Kaohsiung à Taiwan en raison de la menace de sous-marins américains.

## Naufrage
Le 24 octobre 1944, Arisan Maru, alors voyageant seul, est touché par une torpille de l'USS Shark vers 17 heures dans la cale n°3. Le navire a fléchi au milieu du navire, les moteurs se sont arrêtés et le mât arrière est tombé, mais le cargo est resté à flot. Il a finalement coulé vers 19h40. En réponse à la torpille, les destroyers Take et Harukaze ont attaqué et coulé l'USS Shark. Après avoir traité avec le sous-marin américain, les deux destroyers sont retournés vers Arisan Maru pour chercher des survivants. Aucun prisonnier de guerre n'a été tué par les frappes de torpilles et presque tous ont pu quitter les cales du navire, mais les Japonais n'ont sauvé aucun des prisonniers de guerre ce jour-là, seulement des Japonais. Seuls neuf des prisonniers à bord ont survécu à l'événement. Cinq se sont échappés et se sont dirigés vers la Chine dans l'un des deux canots de sauvetage du navire. Ils ont été réunis avec les forces américaines et sont retournés aux États-Unis. Les quatre autres ont ensuite été repris par les navires de la marine impériale japonaise, où l'un est mort peu de temps après avoir atteint la terre ferme.